# Taylor Ritzel
Taylor Ritzel (ur. 4 września 1988) – amerykańska wioślarka. Złota medalistka olimpijska z Londynu.
Zawody w 2012 były jej pierwszymi igrzyskami olimpijskimi. Po medal sięgnęła w rywalizacji ósemek. W 2010 i 2011 została w tej konkurencji mistrzem świata. Wcześniej odnosiła sukcesy w rywalizacji juniorskiej.